# Elin Johansson
Elin Maria Katarina Johansson (* 5. August 1990) ist eine schwedische Taekwondoin. Sie startet in der Gewichtsklasse bis 67 Kilogramm.
Ihre ersten internationalen Titelkämpfe bestritt Johansson, noch in der Gewichtsklasse bis 59 Kilogramm startend, bei der Weltmeisterschaft 2007 in Peking, sie schied jedoch im Auftaktkampf aus. Im folgenden Jahr verlor sie bei der Europameisterschaft in Rom erst im Halbfinale gegen Martina Zubčić und gewann mit Bronze ihre erste internationale Medaille. Bei der Europameisterschaft 2012 in Manchester konnte Johansson den Gewinn der Bronzemedaille wiederholen.
Johansson gewann im Jahr 2011 beim internationalen Olympiaqualifikationsturnier in Baku den entscheidenden Kampf um den dritten Platz gegen Seham Sawalhy und sicherte sich einen Startplatz für die Olympischen Spiele 2012 in London.